# Dan Duryea
Dan Duryea, född 23 januari 1907 i White Plains, New York, död 7 juni 1968 i Hollywood, Kalifornien, var en amerikansk skådespelare.

## Biografi
Duryea började sin karriär på Broadway, men flyttade snart ut till Hollywood, där den första rollen han fick var i Kvinnan utan nåd (1941), han hade tidigare spelat i pjäsen som filmen byggde på.
Dan Duryea etablerade sig i början som en birollsskådespelare som ofta spelade svaga, omogna och relativt elaka personer som satte käppar i hjulen för filmens hjälte. Ett bra exempel är hans roll i Bragdernas man (1942). Han började sedan spela mer våldsamma, elaka, men ändå sexiga roller i diverse film noir-filmer.
Under 1950-talet tillbringade Duryea mesta av sin tid inom diverse tv-serier och med ett antal inhopp i diverse western-filmer, i bland annat Winchester '73 (1950). Hans son Peter Duryea (1939–2013) var också skådespelare och medverkade i bland annat Star Trek.
Duryea har en stjärna på Hollywood Walk of Fame.

## Filmografi i urval
- 1941 – Kvinnan utan nåd
- 1941 – Jag stannar över natten
- 1942 – Bragdernas man
- 1944 – Mrs. Parkington
- 1944 – I skuggan av ett tecken
- 1944 – Kvinnan i fönstret
- 1945 – Kvinna i rött
- 1945 – Domens dal
- 1945 – Jag ger mig aldrig!
- 1946 – Objuden gäst
- 1948 – Män utan heder
- 1950 – Winchester '73
- 1953 – Bragdernas man
- 1954 – Stad i panik
- 1955 – Marodörer
- 1957 – Duell bland bergen
- 1965 – Flykten från öknen